# Anahi oblivia
Anahi oblivia är en skalbaggsart som beskrevs av Federico Ocampo och Ruiz-manzanos 2007. Anahi oblivia ingår i släktet Anahi och familjen Melolonthidae. Inga underarter finns listade i Catalogue of Life.